# Mohammad Shatnawi
Mohammad Shatnawi (Irbid, 17 agosto 1985) è un calciatore giordano, portiere dell'Al-Faisaly Club.